# Rio Căianu
O Rio Căianu é um rio da Romênia afluente do Rio Gădălin, localizado no distrito de Cluj.